# Moses Mabhida Stadium
Il Moses Mabhida Stadium è uno stadio calcistico di Durban, in Sudafrica, intitolato a Moses Mabhida, politico sudafricano. 
I lavori di costruzione dello stadio iniziarono nel 2006; l'impianto fu inaugurato il 28 novembre 2009. Per la sua costruzione hanno lavorato contemporaneamente fino a 1 500 operai. La copertura sopra le tribune degli spettatori è sostenuta da un arco d'acciaio alto 100 metri sopra il terreno di gioco, sul quale corre la funicolare a 25 posti che si ferma su una piattaforma panoramica nel punto più alto della città. La cabina è costituita da un corpo quadrangolare di vetro ed è dotata di sistema di livellamento automatico, che le consente di rimanere sempre orizzontale. 
Ha ospitato sette partite del campionato del mondo di calcio del 2010, fra cui una delle due semifinali. 

## Campionato mondiale di calcio 2010
Qui di seguito le partite del Campionato mondiale di calcio 2010 ospitate da questo stadio.
| Data           | Ora (CET) | Squadra numero 1 | Ris. | Squadra numero 2 | Fase del torneo  | Spettatori |
| -------------- | --------- | ---------------- | ---- | ---------------- | ---------------- | ---------- |
| 22 giugno 2010 | 20:30     | Nigeria          | 2-2  | Corea del Sud    | Girone B         | 61.874     |
| 13 giugno 2010 | 20:30     | Germania         | 4-0  | Australia        | Girone D         | 62.660     |
| 19 giugno 2010 | 13:30     | Paesi Bassi      | 1-0  | Giappone         | Girone E         | 62.010     |
| 25 giugno 2010 | 16:00     | Portogallo       | 0-0  | Brasile          | Girone G         | 62.712     |
| 16 giugno 2010 | 16:00     | Spagna           | 0-1  | Svizzera         | Girone H         | 62.453     |
| 28 giugno 2010 | 16:00     | Paesi Bassi      | 2-1  | Slovacchia       | Ottavi di finale | 62.962     |
| 7 luglio 2010  | 20:30     | Germania         | 0-1  | Spagna           | Semifinale       | 60.960     |

## Coppa delle Nazioni Africane 2013
Assieme alle città di Johannesburg, Nelspruit, Port Elizabeth e Rustenburg, Durban ha ospitato al Moses Mabhida Stadium alcune partite della Coppa delle nazioni africane 2013.
- Sudafrica - Angola 2-0
- Marocco - Capo Verde 1-1
- Marocco - Sudafrica 2-2
- RD del Congo - Mali 1-1
- Sudafrica - Mali 1-1
- Mali - Nigeria 1-4 semifinale